# Degetăruț pitic

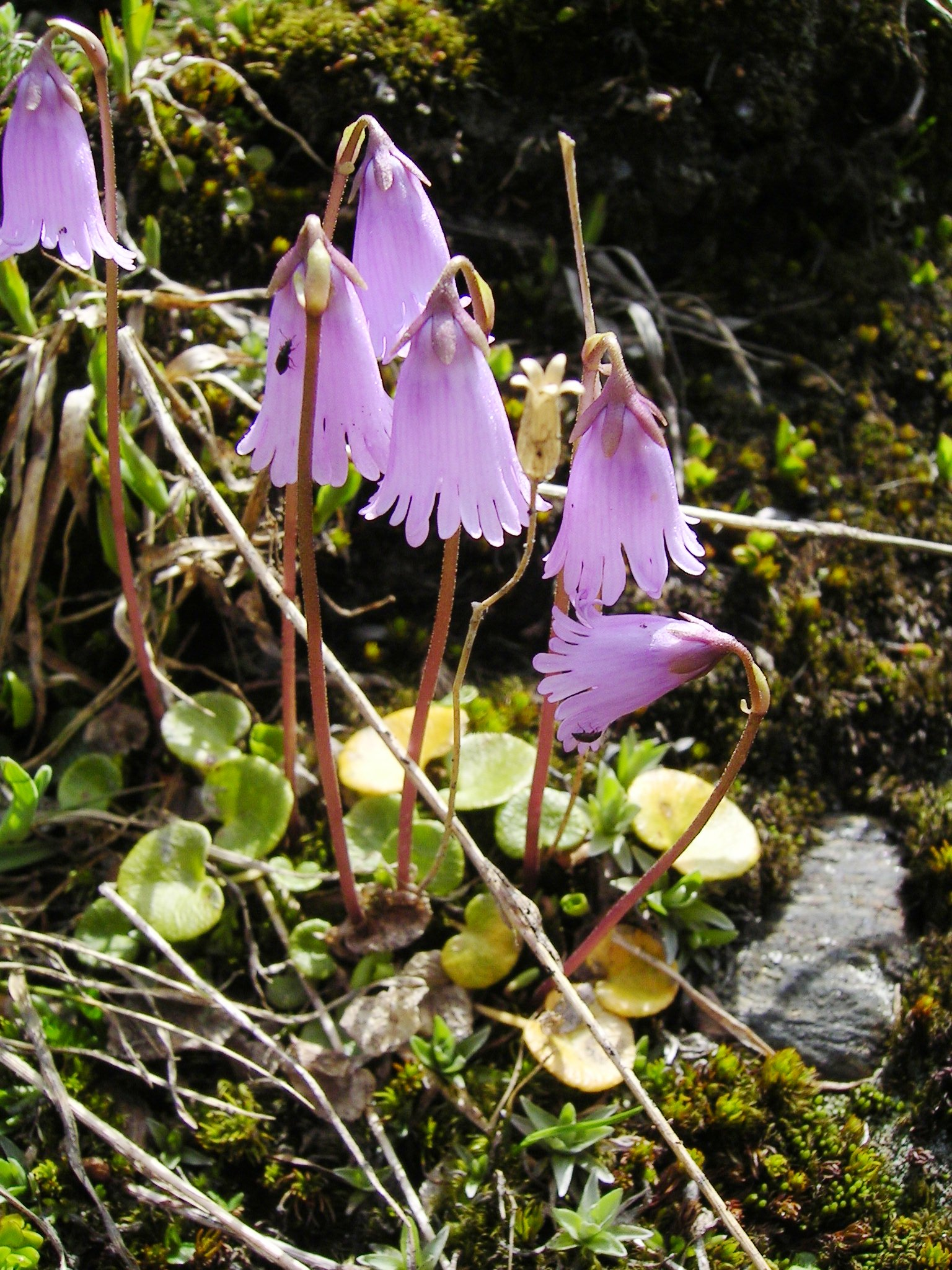
Soldanella pusilla

Degetăruțul pitic (Soldanella pusilla, Sin.: Soldanella alpicola) este o plantă erbacee scundă din familia Primulaceae, genul Soldanella. Are o înălțime de 30-60 mm. La vârful tulpinei este o floare aplecată, de culoare liliachiu deschis, roșiatic, cu corola în formă de clopot alungit. Frunzele sunt la baza tulpinii, sunt mici și rotunde, cu codițe subțiri.
Degetăruțul pitic înflorește în luna mai-iunie, chiar și sub zăpadă.
Se găsește în România în munții Carpații sudici, prin locuri ierboase, pietroase, umede.